# Jan Knot
Jan Knot (Hilversum, 18 december 1917 - 27 januari 1980) was een Nederlands predikant en politicus namens de Partij van de Arbeid.
Jan Knot werd geboren als zoon van een PTT-werknemer. Knot was opgeleid als theoloog en jarenlang actief als predikant (onder andere op Texel, in Zaandam en in Indonesië). Hij was lokaal politiek actief in Heerlen tussen 1966 en 1971, waar hij gemeenteraadslid en wethouder was, waarvoor hij zijn domineeschap neerlegde. Een jaar later werd hij voorzitter van de lokale PvdA-afdeling. Ook was hij diverse jaren hoofdbestuurslid van de VPRO, maar vertrok in 1968 na een interne ruzie met het dagelijks bestuur.
In mei 1971 verruilde hij de lokale politiek voor de Haagse, en werd hij lid van de Tweede Kamer namens de PvdA. Hij was woordvoerder Koninkrijksrelaties, en was van 1974 tot 1977 ondervoorzitter van de bijzondere commissie die zich bezighield met de migratie van Surinamers en Nederlands-Antillianen, ten tijde dat Suriname onafhankelijk van Nederland werd.
In 1976 stelde hij zich niet meer verkiesbaar voor een nieuwe termijn.  